# 维乌
维乌（義大利語：Viù），是意大利都灵省的一个市镇。总面积84.49平方公里，人口1156人，人口密度13.7人/平方公里（2009年）。ISTAT代码为001313。